# Sonic the Hedgehog Pocket Adventure
Sonic the Hedgehog Pocket Adventure est un jeu Neo-Geo Pocket Color développé par SNK sous la supervision de Sonic Team, et édité par Sega. Il est sorti en 1999. Le titre compte parmi les premiers jeux de la franchise Sonic à sortir sur une console non affiliée à Sega (le premier étant Sonic Jam sur Game.com).

## Système de jeu
Les niveaux du jeu sont ceux de Sonic the Hedgehog et Sonic the Hedgehog 2 avec toutefois quelques petites différences très mineures, aussi bien du point de vue construction que du nom du niveau. 
Les émeraudes du Chaos se récupèrent avec des niveaux bonus du type de Sonic 2 (niveaux dans un demi tuyau où il faut réunir un certain nombre d'anneaux), mais la manière d'y accéder est celle de Sonic the Hedgehog, c'est-à-dire qu'il faut avoir 50 anneaux à la fin du niveau et sauter dans un anneau géant. C'est aussi le dernier jeu où Sonic est le seul personnage jouable.
La sauvegarde automatique rend ce jeu plutôt facile, même si le fait de ne pas avoir droit à l'erreur pour les émeraudes est assez difficile (1 possibilité par niveau).

## Zones
Comme dans les autres opus, les niveaux possèdent un nom de zone contenant chacune 2 parties. Le joueur doit parcourir toutes les zones pour terminer le jeu, avec un boss à chaque fin de zone. Il y a 6 zones dans le jeu, ainsi qu'une zone secrète qui ne contient qu'un seul niveau.

### Liste des niveaux
- Neo South Island : Basé sur Emerald Hill Zone de Sonic 2 et Green Hill Zone de Sonic, avec des éléments de Palmtree Panic de Sonic CD.
- Secret Plant : Basé sur Chemical Plant Zone de Sonic 2.
- Cosmic Casino : Basé sur Casino Night Zone de Sonic 2.
- Aquatic Relix : Basé sur Aquatic Ruin Zone de Sonic 2.
- Sky Chase : Basé sur Sky Chase Zone de Sonic 2.
- Aerobase : Basé sur Wing Fortress Zone de Sonic 2.
- Gigantic Angel : Basé sur Scrap Brain Zone de Sonic et Metropolis Zone de Sonic 2.
- Last Utopia : Dernière zone et combat final entre Sonic et Dr. Robotnik. Robotnik est dans une grande machine, possédant le pouvoir de l’Émeraude du Chaos.
- Chaotic Space : Un niveau secret qui doit être débloqué. Basé sur Doomsday Zone de Sonic and Knuckles.

## Multijoueur
En plus du mode 1 joueur, Sonic Pocket Adventure possède un mode multijoueur (2 joueurs). Pour entrer en compétition, les deux joueurs doivent avoir une Neo-Geo Pocket Color et une cartouche du jeu. Un câble link doit relier les jeux. Ce mode se nomme Duel Mode et propose deux modes de jeu : Sonic Rush et Get the Rings. Dans Sonic Rush, le joueur doit être le plus rapide à finir son niveau. Dans Get the Rings, il doit obtenir plus d'anneaux que son rival. Le joueur 1 est toujours Sonic et le joueur 2, Tails.

## Musiques
Les musiques de Sonic Pocket Adventure viennent de Sonic Jam, Sonic the Hedgehog 3 et Sonic and Knuckles.